# 埃里克·德雅尔丹
埃里克·德雅尔丹（英語：Éric Desjardins，1969年6月14日—），加拿大男子冰球运动员，场上位置是后卫。他曾代表加拿大国家队参加1998年冬季奥林匹克运动会冰球比赛，获得第4名。